# 布雷绍拉风干肉

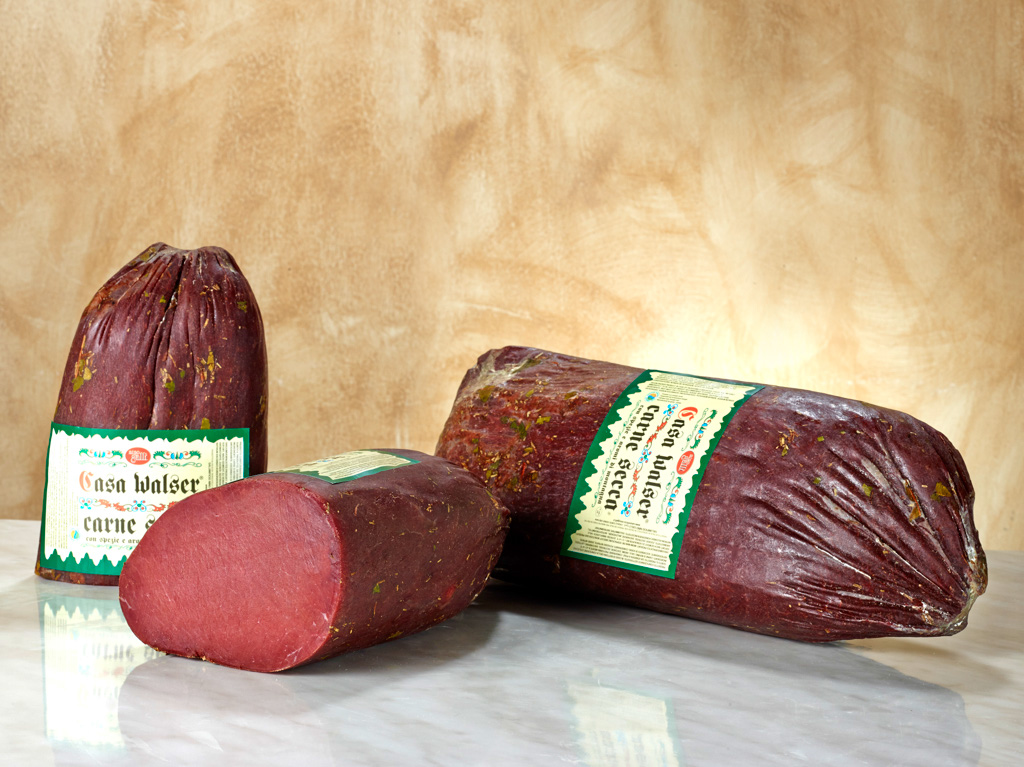
瓦尔泰利纳产的布雷绍拉

布雷绍拉风干肉 ( /brɛˈzaʊlə/ breh-ZOW-lə, /brɪˈzoʊlə/ briz-OH-lə, ）是一种起源于北意大利伦巴第地区瓦尔泰利纳山谷的风干咸肉。它脂肪含量低，质地柔软，口味较甜并带有些微霉味。

## 制作
布雷绍拉风干肉通常由牛內侧后腿肉制成，但也可以使用马肉，鹿肉或者猪肉。通常情况下，牛腿上的脂肪需要被严格地削去，然后用粗盐和杜松子、肉桂和肉豆蔻等香料干腌数日。接下来肉需熟成一到三个月，直到质地坚硬，颜色深红发紫。熟成后肉的重量甚至会减少40% 。

## 食用方法
布雷绍拉风干肉一般作为前菜。它通常切成薄片，在室温或略微冷藏后食用。 最常见的食用方式是淋上橄榄油和柠檬汁或意大利黑醋，与芝麻菜、黑胡椒和新鲜的帕尔马干酪混合成沙拉。 
1. ↑  . Collins English Dictionary. HarperCollins.   [7 August 2019]. （原始内容存档于2021-04-30）.
2. ↑  .   [2015-12-22]. （原始内容存档于2015-12-22）.
3. ↑  . 10 August 2011  [2025-01-03]. （原始内容存档于2023-02-21）.
4. ↑  Hayward, Tim. . The Guardian. 13 May 2011 –www.theguardian.com.